# Милитело Росмарино
Милитело Росмарино (итал. Militello Rosmarino) је насеље у Италији у округу Месина, региону Сицилија.
Према процени из 2011. у насељу је живело 646 становника. Насеље се налази на надморској висини од 446 м.

## Становништво
Према резултатима пописа становништва 2011. у општини је живело 1.334 становника.
| 1936. | 1951. | 1961. | 1971. | 1981. | 1991. | 2001. | 2011. |
| ----- | ----- | ----- | ----- | ----- | ----- | ----- | ----- |
| 2.593 | 2.575 | 2.326 | 2.057 | 1.922 | 1.552 | 1.445 | 1.334 |

## Партнерски градови
- Грумело дел Монте